# Władysław Kołodziej
Władysław Kołodziej (ur. 1897, zm. 1978) – jeden z najważniejszych przywódców, organizatorów i ideologów ruchu neopogańskiego w Polsce.

## Życiorys
Urodził się 10 sierpnia 1897 roku we wsi Włochów, w rodzinie rzymskokatolickiej. Studiował na Uniwersytecie Wileńskim. W roku 1925 rozpoczął pracę jako urzędnik państwowy. W roku 1928 otrzymał pracę w Urzędzie Wojewódzkim Poleskim. W roku 1929 przystąpił do Polskiego Narodowego Kościoła Katolickiego, a w roku 1939 do Zjednoczenia Kościołów Chrystusowych. W 1940 roku przeszedł na metodyzm.
Wspólnie z Karolem Chobotem zorganizował Towarzystwo Literatów Lechickich. Obaj stali się redaktorami pisma „Siew wolności”, które propagowało literaturę ludową. Wydawali także periodyk „Wiosna Lechicka” poświęcony duchowości i kulturze religijnej Słowian. Kołodziej był również redaktorem „Wiadomości Astrologiczno-Literackich”, w których przedstawiał poglądy środowiska neopogańskiego. Używał pseudonimu Collen.

### Neopogaństwo
W 1921 roku Kołodziej – według własnej relacji, nie potwierdzonej przez inne źródła – powołał do życia pierwszą neopogańską wspólnotę w Polsce. Było to Lechickie Koło Czcicieli Światowida. Przyjął wówczas tytuły: Piasta Kołodzieja Koła Świętego Wiary Światowida, Wieszcza Światowida, Drzewida Jasnogór, Dąbrowida Puszczy Białowieskiej. Jego Koło było wyznaniem henoteistycznym. Wszystkich słowiańskich bogów członkowie sprowadzali do przejawów jednego, najwyższego – Światowida. Jak sam później napisał w „Kalendarzu słowiańskim na rok 1947”:

[Słowianie] Wierzyli zawsze w jednego Boga, którego nazywali imieniem Światowid, podobnie, jak Żydzi nazywają Boga imieniem Jahwe (Jehowa), zaś muzułmanie (...) imieniem Allah. Religia dawnych Słowian była uniwersalistyczna i bioteistyczna. (...) musieli ulec w nierównej walce z przemocą ciemnych i okrutnych fanatyków ponurego średniowiecza, którego dymy «świętych» stosów jeszcze zasłaniają nam Prawdę Wieczną, że Bóg jest Ojcem Wszechświata a wszyscy ludzie, wierzący w Miłość, są sobie braćmi.

W 1925 r. na łamach miesięcznika „Odrodzenie” Kołodziej proponował utworzenie Rządu Stanów Pokojowych Świata. Odezwę w tej sprawie wysłano w języku francuskim na odbywający się wówczas w Wiedniu Kongres Pokojowy, ale nie spotkała się ona z odzewem. Według współwyznawców Kołodzieja jego myśl znalazła swoje ucieleśnienie w Organizacji Narodów Zjednoczonych. Z pacyfizmem wiązała się również wyznawana przez drzewidów tolerancja religijna. 
Istniały dwie grupy w Lechickim Kole Czcicieli Światowida: monoteistyczna, silnie związana z chrześcijaństwem i okultyzmem (prof. J. Sas-Zubrzycki, wczesny Kołodziej, bracia Chobot oraz filozof F. Walczowski) oraz druga – o orientacji neopogańskiej (późny Kołodziej, L.T. Pietruszka wraz z żoną i J. Gawrych). 
W latach 1941–1945 przebywał w Krakowie i był wtedy pastorem metodystycznym. 

Krótko po zakończeniu drugiej wojny światowej Kołodziej razem z poetą L. T. Pietruszką powołali do życia Wielką Radę Drzewidów Roji. Głosiła ona: 

zachowując najgłębszą cześć dla wiedzy i wiary słowiańskiej, uznaje księgi święte wszystkich narodów i odnosi się z szacunkiem do wszystkich wierzeń ludzkości oraz poręcza swym członkom zupełną wolność w zakresie wyznawania tej lub innej wiary (religii).

Drzewidzi zainteresowani byli Roją, czyli wyspą Rugią (zwaną także Raną lub Rojaną. Według Kołodzieja była ona świętą wyspą Słowian, na której w Arkonie wznosiła się ich najważniejsza świątynia). W związku z tym Rada Drzewidów podjęła starania o uzyskanie niepodległości dla Rugii. 3 sierpnia 1945 roku wysłała memoriał na Konferencję Pokojową w Paryżu w sprawie niepodległości Roji:

Roja jako ziemia święta Słowian musi wrócić do wielkiej rodziny państw słowiańskich a jako przyszła siedziba drzewidów musi stać się łącznikiem między druidami Francji i Wielkiej Brytanii.

W 1946 roku sam Kołodziej zorganizował grupę wyznaniową Stowarzyszenie Lechitów „Sława”. Ugrupowanie istniało do końca 1947 roku, kiedy to wyszedł administracyjny nakaz zawieszenia działalności. W okresie swego istnienia Stowarzyszenie wydało dwa roczniki „Kalendarza słowiańskiego” (na rok 1946 i 1947).
W latach 1948–1950 był redaktorem naczelnym „Jedności”. 

### Więzienie
We wrześniu 1950 roku został aresztowany i skazany. Czas do września 1953 spędził w więzieniu. Po opuszczeniu więzienia krótko przebywał w Łodzi (mieszkała tam jego żona) i Wałbrzychu. W latach 1954–1956 mieszkał w Stąporkowie, gdzie zatrudnił się w nadleśnictwie Miedzierza. Tam zmarła jego pierwsza żona. Miejscowe UB założyło na niego sprawę o kryptonimie „Morze”, zamkniętą w grudniu 1956 wobec niestwierdzenia wrogiej działalności. W materiałach sprawy brak informacji o głoszonych przezeń poglądach neopogańskich, a występuje tam jako pastor metodystów. 
W 1956 przeniósł się do Warszawy, gdzie zawarł nowy związek małżeński i zamieszkał na stałe, otrzymując rentę inwalidzką. W 1957 został zrehabilitowany. 

Ostatnią próbę rejestracji wyznania neopogańskiego podjął w 1965 roku. Wystąpił wówczas o zgodę na utworzenie Lechickiego Stowarzyszenia Czcicieli Światowida. Po rozpatrzeniu wniosku prośbę odrzucono, uzasadniając to w następujący sposób: 

Przedstawione w podaniu i statucie projektowanego stowarzyszenia zasady nie dadzą się pogodzić z zasadami współżycia społecznego w Państwie Ludowym, gdyż są one anachroniczne, sprzeczne z postępowym charakterem naszego państwa i społeczeństwa, a ponadto nie mogą liczyć na poparcie ze strony szerszych grup obywateli.

Drzewidzi kontynuowali swoją działalność nielegalnie aż do końca lat siedemdziesiątych, gdy podjęli kolejną nieudaną próbę rejestracji. Grupa organizowała spotkania w Łazienkach, przy Ogrodzie Botanicznym w Warszawie. Czytano tam poezję, śpiewano pieśni i zapalano znicz na świętym kamieniu. 
W początkach lat 70. nawiązał z nim współpracę Bolesław Tejkowski, co jednak zakończyło się zerwaniem kontaktów. 
Władysław Kołodziej zmarł w roku 1978, a przed śmiercią przekazał władzę w LSCŚ na ręce Jerzego Gawrycha – „brata Masława II”. 

## Spuścizna
Na przełomie lat 70. i 80. powstała grupa skupiona wokół Lecha Emfazego Stefańskiego, ostatecznie zarejestrowana jako związek wyznaniowy pod nazwą Rodzimego Kościoła Polskiego. Z uwagi na brak większych różnic doktrynalnych grupy się połączyły. Gawrych pełnił swoją funkcję w nieformalnym Stowarzyszeniu Czcicieli Światowida do początku lat dziewięćdziesiątych, a następnie stowarzyszenie rozwiązał i został członkiem Rodzimego Kościoła Polskiego. 
Mimo pisarskiej aktywności drzewidów, zachowały się tylko nieliczne fragmenty ich spuścizny, co utrudnia zrekonstruowanie wszystkich ich poglądów. Nieopublikowane teksty Kołodzieja po jego śmierci przejął Bolesław Tejkowski.